# Obtočila
Obtočila, tudi kardiovaskularni oziroma srčno-žilni sistem ali cirkulacijski oziroma cirkulatorni sistem, so organski sistem, ki omogoča kroženje krvi in transport hranil (na primer aminokislin in elektrolitov), kisika, ogljikovega dioksida, hormonov in krvnih celic do in iz celic v telesu. S tem se zagotovi prehrana celic in pomoč pri boju proti boleznim, stabilizacija telesne temperature in pH-ja ter vzdrževanje homeostaze. Študija krvnega pretoka se imenuje hemodinamika, študija njegovih lastnosti pa hemoreologija.
Cirkulatorni sistem pogosto zajema dva ločena sistema: kardiovaskularni sistem, ki porazdeli kri, in limfni sistem, po katerem kroži limfa. Njeno kroženje traja precej dlje kot kroženje krvi. Kri je tekočina, sestavljena iz plazme, rdečih krvnih celic (eritrocitov) in belih krvnih celic (levkocitov), trombocitov ter plazemskih beljakovin, ki zaradi delovanja srca kroži skozi žilni sistem vretenčarjev. Prenaša kisik in hranila v telesna tkiva ter odpadne produkte iz njih. Limfa je v bistvu reciklirana presežna krvna plazma, ki jo je prefiltrirala intersticijska tekočina (ki se nahaja med celicami) in jo vrnila v limfni sistem. Kardiovaskularni (beseda je sestavljena iz latinskih izrazov za srce in žile) sistem sestavljajo kri, srce in krvne žile. Limfa, limfni vozli in mezgovnice tvorijo limfni sistem, ki vrne filtrirano krvno plazmo iz intersticijske tekočine kot limfo.
Cirkulatorni sistem krvi je sestavljen iz dveh delov, in sicer iz sistemskega obtoka in pljučnega obtoka.
Medtem ko imajo ljudje tako kot drugi vretenčarji zaprti kardiovaskularni sistem (to pomeni, da kri nikoli ne zapusti mreže arterij, ven in kapilar), imajo nekateri nevretenčarji odprti kardiovaskularni sistem. Limfni sistem je na drugi strani odprti sistem, ki omogoča, da se prekomerna intersticijska tekočina po dodatni poti vrne v kri. Bolj primitivne vrste nimajo cirkulacijskih sistemov.
Obtočila lahko prizadene veliko različnih bolezni. Lahko gre za kardiovaskularne bolezni, ki prizadenejo srčnožilni sistem, ali limfne bolezni, ki vplivajo na limfatični sistem. Kardiologi so specialisti, ki se specializirajo za srce, kardiotorakalni kirurgi pa se specializirajo za srce in okolico. Žilni kirurgi se osredotočajo na druge dele obtočil.

## Struktura

### Srčnožilni sistem
Glavne sestavine človeškega srčnožilnega sistema so srce, kri in krvne žile. Sistem je sestavljen iz pljučne cirkulacije, kjer se kri ob prehodu skozi pljuča oksigenira, in iz sistemske cirkulacije, ko se oksidirana kri dostavi preostalemu delu telesa. Sistemsko cirkulacijo lahko razdelimo naprej na dva dela, na makrocirkulacijo in mikrocirkulacijo. V povprečni odrasli osebi se nahaja približno 4,7 do 5,7 litra krvi, kar predstavlja približno 7% celotne telesne mase. Tudi prebavni sistem prispeva k delovanju obtočil z zagotavljanjem hranil, ki jih sistem potrebuje za ohranjanje srčne črpalne funkcije.
Srčnožilni sistem ljudi je zaprt, kar pomeni, da kri nikoli ne zapusti mreže krvnih žil. V nasprotju s krvjo pa kisik in hranila prehajajo z difuzijo skozi stene krvnih žil in vstopajo v intersticijsko tekočino, ki jih dostavi ciljnim celicam. V nasprotno smer prehajajo ogljikov dioksid in odpadne snovi. Limfni sistem je za razliko od srčnožilnega odprt.

#### Arterije
Oksigenirana kri vstopi v sistemski obtok, ko zapusti levi prekat skozi aortno semilunarno zaklopko. Prvi del sistemskega obtoka predstavlja aorta, velika arterija s široko steno. V prsnem košu oblikuje lok in daje veje, ki oskrbujejo zgornji del telesa. Po prehodu skozi aortno odprtino v trebušni preponi na nivoju desetega prsnega vretenca vstopi v trebuh. Od tam se še naprej spušča navzdol in daje veje za oskrbo trebuha, medenice in spodnjih okončin. Njene stene so zelo elastične. Ta lastnost pomaga vzdrževati krvni tlak po telesu. Ko se aorta deli na manjše arterije, njihova elastičnost pada, njihova komplianca, ki je ravno nasprotje elastičnosti, pa narašča.

#### Kapilare
Arterije se najprej razdelijo v manjše žile, imenovane arteriole, te pa naprej v kapilare. Kapilare se združijo in prenesejo kri v venski sistem.

#### Vene
Po prehodu skozi telesna tkiva se kapilare združujejo najprej v venule, te pa naprej v vene. Venski sistem se združi v dve večji žili: zgornjo votlo veno (ki večinoma zbere kri iz območij nad srcem) in spodnjo votlo veno (ki večinoma zbere kri iz območij pod srcem). Ti dve veliki žili vstopata v desni preddvor srca.

#### Koronarne žile
Srce dobi manjši delež celotnega krvnega pretoka s kisikom in hranili iz sistemske cirkulacije za ohranjanje funkcije.

#### Portalne vene
Splošno pravilo je, da se arterije, ki gredo iz srca, najprej razdelijo v kapilare, te pa se spet zberejo v vene, ki vodijo nazaj v srce. Izjema so portalne vene. Pri človeku je edini pomemben primer teh ven jetrna portalna vena, ki združi kapilare okoli črevesja, kjer se absorbirajo različni produkti prebave. Ta žila ne vodi neposredno nazaj v srce, ampak se predtem znova razdeli na manjše žile v jetrih.

#### Srce
Srče črpa oksigenirano kri v telo in deoksigenirano kri v pljuča. V človeškem srcu sta za vsak obtok na voljo po en preddvor in en prekat. Skupaj je tako srce razdeljeno na štiri komore: levi preddvor in levi prekat za sistemski obtok ter desni preddvor in desni prekat za pljučni obtok. Desni preddvor je zgornja komora desne strani srca. Vanj se steka deoksigenirana (kar pomeni, da vsebuje zelo malo kisika) kri, ki skozi trikuspidalno zaklopko prehaja v desni prekat, od koder jo srce prečrpa skozi pljučno arterijo do pljuč za ponovno oksigenacijo in odstranitev ogljikovega dioksida. Levi preddvor prejme reoksigenirano kri iz pljučnih ven. Skozi mitralno zaklopko ta kri preide v levi prekat, od tam pa jo srce prečrpa skozi aorto v različne telesne organe.
Sistem koronarnega obtoka zagotavlja oskrbo s krvjo za samo srčno mišico. Koronarni obtok se začne v bližini izstopišča aorte iz srca kot dve koronarni arteriji, desna in leva. Deoksigenirana kri se nato po koronarnih venah vrne v koronarni sinus in od tam v desni preddvor. Tako imenovana Thebezijeva zaklopka preprečuje povratni tok krvi skozi odprtino med izstisom preddvorov. Najmanjše srčne žile potekajo neposredno v srčne komore.

#### Pljuča
Pljučni obtok je del obtočil, po katerem potuje deoksigenirana kri iz srca po pljučni arteriji do pljuč, se tam oksigenira in nato vrne v srce po pljučnih venah.
Deoksigenirana kri vstopi v desni preddvor srca iz zgornje in spodnje votle vene. Nato teče iz preddvora v prekat skozi desno atrioventrikularno zaklopko, imenovano tudi trikuspidalna zaklopka, iz prekata pa se iztisne skozi pljučno semilunarno zaklopko v pljučno arterijo. Ta dovede kri do pljuč, kjer poteka izmenjava plinov. Ogljikov dioksid se izloči, kisik pa absorbira. Pljučna vena vrne reoksigenirano kri v levi preddvor.
Obstaja še poseben manjši obtok, ki se imenuje bronhialni obtok. Po njem se kri dostavi do tkiva večjih dihalnih poti v pljučih.

#### Sistemski obtok
Sistemski obtok je del srčnožilnega obtoka, po katerem se oksigenirana kri prenese iz levega prekata srca, kamor je prišla iz pljučnega obtoka, skozi aorto do preostalih delov telesa. Po istem sistemu se nato deoksigenirana kri vrne v desni preddvor srca.

#### Možgani
Možgani dobivajo dvojno oskrbo s krvjo, ki jo dostavljajo arterije na sprednji strani glave in zadnji. Glede na lokacijo se imenujejo anteriorne in posteriorne žile (ime izhaja iz latinskih poimenovanj). Anteriorne (sprednje) žile izhajajo iz notranjih karotidnih arterij in oskrbujejo sprednji del možganov. Posteriorne (zadnje) žile izhajajo iz vertebralnih, to je vretenčnih arterij in oskrbujejo zadnji del možganov ter možgansko deblo. Sprednje in zadnje žile se anatomsko združijo v Willisov krog.

#### Ledvice
Ledvični obtok prejme približno 20% celotnega minutnega volumna srca. Veje zanje izhajajo iz trebušnega dela aorte, deoksigenirana kri pa se vrača po ledvičnih venah v spodnjo votlo veno. Ta obtok zagotovi kri za ledvice, vsebuje pa tudi veliko drugih specializiranih žil.

### Limfni sistem
Limfni sistem je del obtočil. Gre za mrežo limfnih žil in kapilar, mezgovnic, limfnih vozlov, limfatičnih organov (vranica) in krožeče limfe. Ena glavnih nalog tega obtoka je dreniranje limfe v limfne kanale in vračanje odvečne intersticijske tekočine nazaj v srce, od tam pa v srčnožilni sistem. Druga pomembna funkcija limfnega sistema je njegova vloga v pridobljenem imunskem sistemu.

## Funkcija
Pri zdravem človeku pri tlaku na nadmorski višini 0 metrov vsebuje arterijska kri približno 98,5% kisika. Kemijsko je ta vezan na molekule hemoglobina, ki je primarni prenašalec kisika pri sesalcih in tudi pri nekaterih drugih vrstah. Približno 1,5% kisika je raztopljenega in nevezanega na hemoglobin.

## Razvoj
Razvoj obtočil se začne z vaskulogenezo, to je razvojem žil v zarodku. Človeški arterijski in venski sistem se razvijeta iz različnih področij v zarodku. Arterijski sistem se razvije predvsem iz aortnih lokov, šestih parov lokov, ki se razvijejo v zgornjem delu zarodka. Venski sistem se razvije iz treh bilateralnih ven med 4. in 8. tednom embriogeneze. Fetalni obtok začne delovati v osmem tednu razvoja. Obtočila v plodu ne vključujejo pljuč, saj jih obidejo preko truncusa arteriosusa. Pred rojstvom plod dobiva kisika in hranila od matere preko posteljice in popkovine.

### Razvoj arterij
Človeški arterijski sistem izvira iz aortnih lokov in dorzalne aorte, ki se razvije 4. teden embrionalnega življenja. Prvi in drugi aortni lok regresirata in tvorita le maksilarne in stapidialne arterije. Sam arterijski sistem nastane iz 3., 4. In 6. aortnega loka. 5. aortni lok tekom razvoj v celoti izgine.
Na začetku je na obeh straneh hrbtnega dela zarodka prisotnih več dorzalnih aort, ki se kasneje združijo in tvorijo osnovo za aorto. Iz te aortne iz hrbtnega dela in od strani izhaja približno trideset manjših arterij, ki tvorijo interkostalne (medrebrne) arterije, veje za roke in noge ter arterije za ledveni in križnični del. Iz strani izhajajo ledvične, nadledvične in gonadalne arterije. Iz sprednje strani aorte se odcepijo veje, ki tvorijo vitelinske in popkovne arterije. Vitelinske arterije pozneje tvorijo truncus coeliacus ter zgornjo in spodnjo mezenterično arterijo, ki oskrbujejo prebavila. Popkovne arterije po rojstvu oblikujejo notranje iliakalne arterije.

### Razvoj ven
Človeški venski sistem se razvije predvsem iz vitelnih, popkovne in kardinalnih ven, ki se vse stekajo v sinus venosus.

## Klinični pomen
Obtočila lahko prizadene veliko bolezni. Kardiovaskularne oziroma srčnožilne bolezni vplivajo na srčnožilni sistem, lifmne bolezni pa na lifmni sistem. Kardiologi so medicinski strokovnjaki, specializirani za srce, kardiotorakalni kirurgi pa za operacije srca in njegove okolice. Žilni kirurgi se osredotočajo na druge dele obtočil.

### Srčnožilne bolezni
Mnoge izmed teh bolezni imenujemo bolezni življenjskega sloga, saj se razvijajo skozi čas in so povezane z osebnimi navadami, vadbo, prehrano, kajenjem in drugimi oblikami načina življenja. Predhodnik večine te bolezni je ateroskleroza, pri kateri se v stenah srednjih in velikih arterij kopičijo majhne ateromatozni plaki. Ti se lahko povečajo ali pa raztrgajo in tako zamašijo arterije. Ateroskleroza je tudi dejavnik tveganja za akutni koronarni sindrom, ki opisuje stanje, za katerega je značilen nenaden primanjkljaj krvi s kisikom v srčnem tkivu. Povezana je tudi s težavami, kot so nastanek anevrizme ali pa cepljenje arterij, ki ga imenujemo disekcija.
Drugo pomembnejše srčnožilno obolenje vključuje nastanek strdka, imenovanega tromb. Ta lahko izvira iz ven ali arterij. Globoka venska tromboza večinoma nastane v nogah in je eden od vzrokov nastanka strdkov v nogah, še posebej v primeru, da se oseba dlje časa ni mogla gibati. Ti strdki lahko embolizirajo, kar pomeni, da lahko potujejo na drugo mesto v telesu. Posledica tega so lahko pljučna embolija, prehodni ishemični napadi ali možganska kap.
Srčnožilne bolezni so lahko tudi prirojene. Sem spadajo srčne hibe ali vztrajajoč fetalni obtok, pri katerem ne pride do sprememb krvnega obtoka po rojstvu. Niso pa vse prirojene spremembe obtočil povezane z boleznimi, ampak lahko gre tudi za anatomske variacije.

### Preiskave
Funkcija in zdravje obtočil ter njegovih posameznih delov se merita na različne ročne in avtomatizirane načine. Ti vključujejo preproste metode. Sem spadajo načini, ki preverjajo kardiovaskularni sistem, med drugim merjenje pulza kot indikatorja srčnega utripa, merjenje krvnega tlaka s sfigmomanometrom in uporabo stetoskopa za poslušanje srca in iskanje morebitnih srčnih šumov, ki bi nakazovali na težave z zaklopkami. Z elektrokardiografijo se preveri potek električne energije skozi srce.
Uporabijo se lahko tudi drugi bolj invazivni načini. Za merjenje krvnega tlaka ali pljučnih zagozditvenih tlakov se lahko uporabi kanilo ali kateter, ki se ga vstavi v arterijo. Pri angiografiji se injicira kontrastno sredstvo, s katerim se prikaže arterije, uporablja pa se lahko tudi v srcu (koronarna angiografija) ali možganih. Za prikaz arterij se lahko opravi tudi magnetnoresonančni angiogram. Za oceno oskrbe pljuč s krvjo se uporabi računalniška tomografija z angiografijo pljuč.
Vaskularna sonografija, to je ultrazvok žil vključuje:
- Znotrajžilni ultrazvok
- Ultrazvok globoke venske tromboze
- Ultrazvok kronične venske insuficience nog

### Operacije
Na obtočilih se izvajajo številni kirurški posegi:
- obvod koronarnih arterij
- vstavitev žilne opornice, ki se uporablja pri angioplastiki
- žilna kirurgija
- venski striping (odstranjevanje varikoznih ven)
- kozmetični postopki

Srčno-žilne operacije se večinoma izvajajo v bolnišničnem okolju, ne v ambulantah. V ZDA je bilo v ambulantah opravljenih le 28 % manjših srčnožilnih operacij.

## Druge živali
Medtem ko imajo ljudje tako kot drugi vretenčarji zaprt srčnožilni sistem (kar pomeni, da kri nikoli ne zapusti sistema žil), imajo nekateri nevretenčarji odprt srčnožilni sistem. Na drugi strani je limfni sistem, ki je odprt in omogoča vračanje prekomerne intersticijske tekočine nazaj v kri. Bolj primitivne vrste sploh nimajo obtočil.
Žilni sistem za prenos krvi se je najprej pojavil v predniku triploblastov pred 600 milijoni let, s čimer je premagoval veliko časovno razdaljo pri difuziji. Endotelij se je v predniku vretenčarjev razvil pred približno 510-540 milijoni let.

### Odprt srčnožilni sistem
Pri členonožcih obstaja odprt srčnožilni sistem, v katerem se tekočina nahaja v votlini, imenovani hemokela. Organe neposredno oskrbuje s kisikom in hranilnimi snovmi, pri tem pa ni nobene razmejitve med krvjo in intersticijsko tekočino. Ta kombinirana tekočina se imenuje hemolimfa. Gibanje mišic živali med premikanjem lahko olajša gibanje hemolimfe, vendar je preusmerjanje toka iz enega območja v drugega omejeno. Ko se srce sprosti, kri odteče nazaj proti srcu skozi odprte pore, imenovane ostie.
Hemolimfa zapolnjuje celotno hemokelo v telesu in obkroža vse celice. Sestavljena je iz vode, anorganskih soli (predvsem natrijevih, kloridnih, kalijevih, magnezijevih in kalcijevih) in organskih spojin (večinoma ogljikovih hidratov, beljakovin in lipidov). Glavna molekula, ki prenaša kisik, je hemocianin.
Znotraj hemolimfe se nahajajo prosto plavajoče celice, ki se imenujejo hemociti. Ti igrajo pomembno vlogo v imunskem sistemu členonožcev.

### Zaprt srčnožilni sistem
Obtočila vseh vretenčarjev in kolobarnikov (npr. deževnikov) ter glavonožcev (lignji, hobotnice in podobni) so zaprta kot pri ljudeh. Obtočila rib, dvoživk, plazilcev in ptic so v različnih stopnjah razvoja srčnožilnega sistema.
V ribah najdemo enojen sistem. Kri se črpa skozi kapilare v škrgah in kapilare telesnih tkiv. Tak sistem je znan kot cirkulacija v enem ciklu. Srce rib je enojna črpalka, ki je sestavljeno iz dveh komor.
Pri dvoživkah in večini plazilcev se je razvil dvojni sistem obtočil, vendar srce ni vedno popolnoma ločeno v dvojno črpalko. Dvoživke imajo srce s tremi komorami.
V plazilcih je ventrikularni septum srca nepopoln, pljučna arterija pa vsebuje sfinkterske mišice. To omogoča drugi možni način krvnega pretoka. Namesto da bi kri tekla skozi pljučno arterijo v pljuča, lahko sfinkter s svojo kontrakcijo tok krvi preusmeri skozi nepopolni septum v levi prekat in od tam iz srca po aorti. Tako kri teče iz kapilar v srce in nato nazaj v kapilare namesto v pljuča. Tak sistem pomaga ektotermnim (hladnokrvnim) živalim pri uravnavanju telesne temperature.
Ptice, sesalci in krokodili imajo srce, ki deluje kot dvojna črpalka, torej ima štiri komore. Obstaja prepričanje, da se je srce ptic in krokodilov v takšno obliko razvilo neodvisno od sesalcev.

### Odsoten srčnožilni sistem
Pri nekaterih živalih obtočil sploh ni. Tak primer so ploski črvi. V njihovi telesni votlini se tekočina prosto preliva. Namesto tega mišice grla vodijo v obsežni razvejan prebavni sistem, ki olajša neposredno difuzijo hranilnih snovi v vse celice. K manjši razdalji katerekoli celice do prebavnega sistema ali zunanjega dela organizma pripomore tudi značilna oblika telesa ploskih črvov. Z difuzijo kisik vstopa v celice, ogljikov dioksid pa izstopa. Posledično vsaka celica dobi hranila, vodo in kisik ter ni potrebe po transportnem sistemu.
Pri nekaterih živalih, na primer pri meduzah, je gastrovaskularna votlina bolj razvejana in deluje kot prebavni prostor in oblika cirkulacije. Ta razvejitev omogoča, da telesne tekočine dosežejo zunanje plasti, potem ko se prebava začne v notranjih plasteh.

## Zgodovina
Najstarejši znani zapis o obtočilih najdemo v Ebersovem papirusu iz 16. stoletja pred našim štetjem, staro egipčanskem medicinskem papirusu, ki vsebuje več kot 700 receptov in zdravil, fizikalnih in duhovnih. V njem je navedeno, da obstaja povezava srca in žil. Egipčani so menili, da pride zrak skozi usta v pljuča in srce, od srca pa skozi arterije do vseh delov telesa. Čeprav je ta koncept cirkulacijskega sistema le delno pravilen, predstavlja enega prvih znanstvenih del o obtočilih.
V 6. stoletju pred našim štetjem je kroženje vitalnih tekočin po telesu poznal ajurvedski zdravnik Sushruta iz starodavne Indije. Kot sta leta 2007 zapisala Girish in Shridhar Dwivedi, se zdi, da je arterije pojmoval kot kanale. Srčne zaklopke so odkrili zdravniki iz Hipokratove šole okrog 4. stoletja pred našim štetjem, vendar niso pravilno razumeli njihove funkcije. Stari anatomi so pri sekciji po smrti odkrili prazne arterije, zato so napačno domnevali, da so te napolnjene z zrakom in da služijo za prenos zraka po telesu.
Grški zdravnik Herophilus je razlikoval vene od arterij, vendar je mislil, da je impulz lastnost samih arterij. Grški anatom Erasistratus je opazil, da prerezane arterije pri živem človeku zakrvavijo. To je pripisal fenomenu, da se zrak, ki se izliva iz arterije, nadomesti s krvjo, ki jo do njih prinesejo zelo majhne žile, ki povezujejo arterije in vine. Tako je pravilno predvidel obstoj kapilar, vendar se je zmotil v smeri pretoka krvi.
V drugem stoletju našega štetja je grški zdravnik v rimskem imperiju Galen že vedel, da krvne žile po telesu prenašajo kri. Razlikoval je temno rdečo vensko in svetlejšo arterijsko kri, ki sta imeli po njegovem mnenju tudi različne funkcije. Energijo za rast bi naj organizmu dovajala venska kri, ki bi naj nastajala v jetrih, medtem ko naj bi arterijska kri telesu dovajala zrak in nastajala v srcu. Po njegovi teoriji je kri tako tekla iz obeh organov v vse dele telesa, vendar pa se porabljena tja naj ne bi vračala. Srce naj ne bi bilo črpalka, saj naj bi do njegovega iztisa krvi prihajalo zaradi pulzacij arterij.
Galen je verjel, da arterijska kri v srcu nastane iz venske krvi, ki priteče vanj, nato pa steče iz levega prekata v desnega skozi majhne pore v medprekatnem septumu. Zrak naj bi prišel iz pljuč preko pljučne arterije v levo stran srca. Ob nastajanju arterijske krvi naj bi nastajali hlapi, ki bi se naj izločili preko pljučnih arterij v pljuča in nato ven iz telesa.
Leta 1025 je perzijski zdravnik Avicenna v Kanonu medicine sprejel napačno grško teorijo o obstoju lukenj v medprekatnem septumu, preko katerih naj bi kri prehajala med prekatoma. Kljub temu pa je pravilno razmišljal o obstoju srčnega ciklusa in funkciji zaklopk ter imel vizijo o krvnem obtoku v svoji Razpravi o utripu. Prav tako je popravil Galenovo napačno teorijo o utripu, saj je zapisal, da »... je pulz sestavljen iz dveh utripov in dveh premorov. Najprej pride do razširitve, sledi premor. Nato pride do krčenja in zatem spet do premora. Utrip predstavlja gibanje v srcu in arterijah, ki je sestavljeno iz razširitve in krčenja.«
Leta 1242 je arabski zdravnik Ibn al-Nafis kot prvi natančno opisal pljučni obtok, zaradi česar se ga včasih šteje za očeta cirkulatorne fiziologije. V svojem komentarju o anatomiji v Avicennovem Kanonu medicine je zapisal:
»... Kri iz desne strani srca pride v levo stran, vendar med njima ni neposredne povezave. Debela pregrada srca ni perforirana in nima vidni por, kakor so mislili nekateri, ali nevidni por, kot je mislil Galen. Kri iz desne strani srca mora teči skozi veno arteriozo (pljučno arterijo) v pljuča, se tam zmešati z zrakom, nato pa se skozi arterio venozo (pljučno veno) vrniti v levo stran srca in tam tvoriti vitalni duh ...«
Poleg tega je Ibn al-Nafis imel idejo o večji teoriji kapilarnega kroženja. Menil je, da med pljučno arterijo in veno obstajajo majhne povezave ali pore (manafidh v arabščini). Tako je veliki obtok napovedal pred njegovim dejanskim odkritjem 400 let pozneje. Pomanjkljivost njegove teorije je bila omejenost na obtok krvi v pljučih in nerazširjenost na celotno telo.
Michael Servetus je kot prvi Evropejec opisal funkcijo pljučnega obtoka, vendar njegov prispevek v tistem času ni bil splošno priznan iz več razlogov. Najprej ga je okoli leta 1546 opisal v Pariškem rokopisu, vendar to delo ni bilo nikoli objavljeno. Pozneje je ta opis objavil, vendar v teološki razpravi Christianismi Restitutio, ne v kateri medicinski knjigi. Ohranili so se le trije izvodi te knjige, vendar so ostali skriti desetletja. Preostale so kmalu po njeni objavi leta 1553 zažgali predstavniki verskega organa, ki je preganjal Servetusa.
Bolj znano je odkritje pljučne cirkulacije leta 1559 v Padovi, kar je uspelo Vesaliusovem nasledniku Realdu Colombu.
Končno je William Harvey, učenec Hieronymusa Fabriciusa (ki je predhodno opisal venske zaklopke, ne da bi poznal njihovo funkcijo), izvedel zaporedje poskusov in nato leta 1628 objavilo Exercitatio Anatomica de Motu Cordis et Sanguinis in Animalibus. V tem delu je napisal, da je dokazal, da mora obstajati neposredna zveza med venskim in arterijskim sistemom po celem telesu, ne le v pljučih. Najpomembnejša je bila ugotovitev, da utripanje srca povzroča nenehno kroženje krvi po organizmu. To je bil konceptualni preskok, ki se je precej razlikoval od teorije Ibn al-Nafisa o anatomiji in krvnem obtoku v srcu in pljučih. Delo je počasi prepričalo preostali medicinski svet. Harveyu pa ni uspelo odkriti kapilarnega sistema, ki dejansko povezuje arterije in vene. To je leta 1661 uspelo Marcellu Malpighiju.
Leta 1956 so André Frédéric Cournand, Werner Forssmann in Dickinson W. Richards prejeli Nobelovo nagrado za medicino za svoja odkritja o kateterizaciji srca in patoloških spremembah v obtočnem sistemu. V svojem Nobelovem predavanju je Forssmann priznal Harveyja kot začetnika kardiologije z objavo knjige leta 1628.
V sedemdesetih letih 20. stoletja je Diana McSherry razvila računalniške sisteme za izdelavo slik obtočil in srca brez potrebe po operaciji.